# 제10함대 (미국)
미국 제10함대(United States Tenth Fleet)는 제2차 세계 대전 당시 유보트 대잠수함전 대응부대, 21세기부터는 사이버스페이스에서의 네트워크 중심전, 정보전, 암호화를 맡고 있는 미국 해군 정보부대이다.

## 역사
1942년 2월 6일, 미국 해군은 U보트으로부터 상선을 보호하기 위해 대잠전(ASW)을 시작하였다. 1943년 3월 1일 캐나다, 영국, 미국은 워싱턴에서 대서양에서의 호송 작전을 위한 컨퍼런스를 열어 각각 대서양 안에서 지역을 분할하여 담당하기로 합의하였다. 그 해 4월, 해군 원수(FADM→함대 제독) 어니스트 킹과 RADM  프랜시스 "프로그" 로우 참모장, 그리고 참모들에 의해 제10함대의 설립이 진행되었다. 5월 20일, 미국 제10함대는 워싱턴 D.C.에 함대 사령부를 두고 설립되었고, 대서양 전투에 참전하였다. 독일의 항복이후, 1945년 6월에 해산하였다.
2010년 1월 29일, 메릴랜드주 포트 조지 G. 미드에서 재창설되었다.

## 편성

### 제2차 세계 대전
- 대잠수함전 작전부
- 대잠수함전 대응부
- 대잠수함 개발부대
- 대잠수함전 작전 연구단(ASWORG)[2]

### 사이버사령부

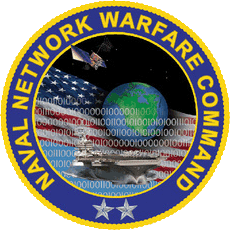
해군 네트워크전 사령부 (NETWARCOM)의 문장

- CTF-1010 해군네트워크전사령부 NNWC
- CTF-1020 해군사이버방어작전사령부 NCDOC
- CTF-1040, NIOC 텍사스
- CTF-1050, NIOC 조지아
- CTF-1060, 제6암호화전단 CWG-6
- CTF-1070, NIOC 하와이
- CTF-1090, 해군사이버전개발단 NCWDG
- CTG_101, NIOC 콜로라도
- CTG-102, NIOC 위드비 섬
- CTG-103, NIOC 펜사콜라

## 역대 사령관
| # | 사진             | 성명                                                                            | 취임일          | 이임일          | 참고        |
| - | ---------------- | ------------------------------------------------------------------------------- | --------------- | --------------- | ----------- |
| 1 |                  | Vice Admiral Bernard J. "Barry" McCullough, III (버나드 J. "베리" 맥쿨로그 3세) | 2009년 12월     | 2011년 9월 30일 |             |
| 2 |                  | Vice Admiral Michael S. Rogers (마이클 S. 로저스)                               | 2011년 10월 1일 | 2014년 3월 3일  |             |
| 3 |                  | Vice Admiral Jan E. Tighe (잰 E. 타이)                                          | 2014년 3월 4일  | 2016년 7월 13일 | [ 3 ] [ 4 ] |
| 4 | VADM Gilday      | Vice Admiral Michael Gilday (마이클 길데이)                                     | 2016년 7월 14일 | 2018년 6월 18일 | [ 5 ]       |
| 5 | Timothy J. White | Vice Admiral Timothy “T.J.” White (티모시 "T.J." 화이트)                        | 2018년 6월 18일 | 임기중          | [ 6 ]       |

## 참고
1. ↑  “Navy Stands Up Fleet Cyber Command, Reestablishes U.S. 10th Fleet (Story Number: NNS100129-24)” (영어). Fleet Cyber Command/10th Fleet Public Affairs. 2010년 1월 29일. 2012년 3월 18일에 원본 문서에서 보존된 문서. 2016년 5월 27일에 확인함.
2. ↑  “History” (영어). Center for Naval Analyses. 2016년 4월 24일에 원본 문서에서 보존된 문서. 2016년 5월 27일에 확인함. 요약: 1945년 11월  작전평가단(Operations Evaluation Group)으로 개명되고, 1962년에 해군 연구국( Institute for Naval Studies)과 합쳐져 해군 분석소(Center for Naval Analyses (CNA))가 되었다.
3. ↑  Cheryl K. Chumley (2014년 4월 4일). “Vice Adm. Jan Tighe takes over as ‘first female commander of a numbered fleet’” (영어). 워싱턴 타임스. 2016년 5월 27일에 확인함.
4. ↑  염지현 (2014년 4월 6일). “美 첫 여성 함대사령관 탄생”. 중앙일보. 2016년 5월 27일에 확인함.[깨진 링크(과거 내용 찾기)]
5. ↑  Dan, Petty. “Navy.mil Leadership Biographies”. 《www.navy.mil》. 2017년 1월 24일에 원본 문서에서 보존된 문서. 2016년 11월 16일에 확인함.
6. ↑  Story by Petty Officer 1st Class Samuel Souvannason (2018년 6월 18일). “U.S. Fleet Cyber Command/10th Fleet Holds Change of Command” (영어). 메릴랜드주, 포트 조지 G. 미드: U.S. Fleet Cyber Command/U.S. Tenth Fleet. 2019년 5월 15일에 확인함.